# هوارد رايت
هوارد رايت (بالإنجليزية: Howard Wright)‏ مواليد 20 ديسمبر 1967 في سان دييغو، هو لاعب كرة سلة أمريكي. بدأ مسيرته الاحترافية في سنة 1990. يبلغ طوله 6 قدم 8 بوصة (2.0 م). اعتزل اللعب في 2000.

## المسيرة الاحترافية
لعب مع أتلانتا هوكس في سنة 1990، ثم لعب مع أورلاندو ماجيك في سنة 1990، ثم لعب مع دالاس مافيريكس في سنة 1991، ثم لعب مع كولادو فيلابا في سنة 1991، ثم لعب مع ريمس شمبانيا في الدوري الفرنسي في موسم 1991–1992، ثم لعب مع أورلاندو ماجيك في سنة 1993، ثم لعب مع أندورا في الدوري الإسباني في موسم 1993–1994، ثم لعب مع جوفينتوت بادالونا في موسم 1994–1995.

## روابط خارجية
- هوارد رايت على موقع إن بي أي (الإنجليزية)
- هوارد رايت على موقع سبورتس رفرنس (الإنجليزية)
- هوارد رايت على موقع الدوري الإسباني لكرة السلة (الإسبانية)
- هوارد رايت على موقع كرة السلة الأوروبية.كوم (الإنجليزية)
- هوارد رايت على موقع كلية كرة السلة في سبورتس رفرنس.كوم (الإنجليزية)
- هوارد رايت على موقع ريلجم (الإنجليزية)
- هوارد رايت على موقع سبورتس رفرنس (الإنجليزية)